# إينيماباكيش
إينيماباكيش هو خامس حاكم جوتي من سلالة غوتيان في سومر المذكور في قائمة الملوك السومريين، عاش في (في أواخر الألفية الثالثة قبل الميلاد). كان الملك إينيماباكيش خليفة الملك ألولمش . ثم تولى الملك إيجيشاوش خلافة الملك إينيماباكيش.
| سبقه ألولميش | ملك سومر أواخر 3000 قبل الميلاد | تبعه إيجيشاوش |